# Nikolits István
Nikolits István (Budapest, 1946. június 24. –) magyar mezőgazdasági gépészmérnök, politikus, országgyűlési képviselő, miniszter.

## Életpályája

### Iskolái
Általános és középiskolai tanulmányait Budapesten végezte el; 1964-ben érettségizett a Bolyai János Szakközépiskolában.  1964–1969 között a Gödöllői Agrártudományi Egyetem hallgatója volt.

### Pályafutása
1969–1970 között TSZ-ben dolgozott. 1970–1975 között a gödöllői Mezőgazdasági Gépkísérleti Intézetben gépészmérnök volt. 1983–1989 között a Mezőgazdasági és Élelmezésügyi Minisztérium (MÉM) Repülőgépes Szolgálatának főigazgató-helyettese volt. 1989–1993 között a Mezőgazdasági, Ügyviteli és Számítástechnikai Rt. (MÜSZI) vállalkozási vezérigazgató-helyettese volt. 1993–1994 között az AgriPass Hungary Kft. ügyvezető igazgatója volt. 2002–2003 között a Mahart Rt., 2003–2007 között a Mahart Szabadkikötő Rt. igazgatóságának tagja volt, 2007-től a felügyelőbizottság elnöke. 2002–2006 között a Szerencsejáték Felügyelet elnöki tanácsadója volt. 2007-től az APEH elnöki tanácsadója.

### Politikai pályafutása
1975–1983 között a Mezőgazdasági és Élelmezésügyi Minisztérium (MÉM) főelőadója és főmunkatársa volt. 1978–1989 között az MSZMP tagja volt. 1989 óta az MSZP tagja. 1989–1994 között az országos választmány tagja volt. 1990-ben, 2002-ben és 2006-ban országgyűlési képviselőjelölt volt. 1994–2002 között országgyűlési képviselő (1994–1998: Pilisvörösvár, 1998–2002: Pest megye) volt. 1994–1995 között és 1998–2002 között a nemzetbiztonsági bizottság tagja volt. 1994–1995 között az MSZP frakció igazgatója volt. 1995–1998 között a polgári titkosszolgálatokat felügyelő tárca nélküli miniszter volt.

## Magánélete
1973-ban házasságot kötött Finta Mária ügyvezető igazgatóval. Két lányuk született: Réka (1976) és Edina (1977).